# Derecho a reparar electrónica

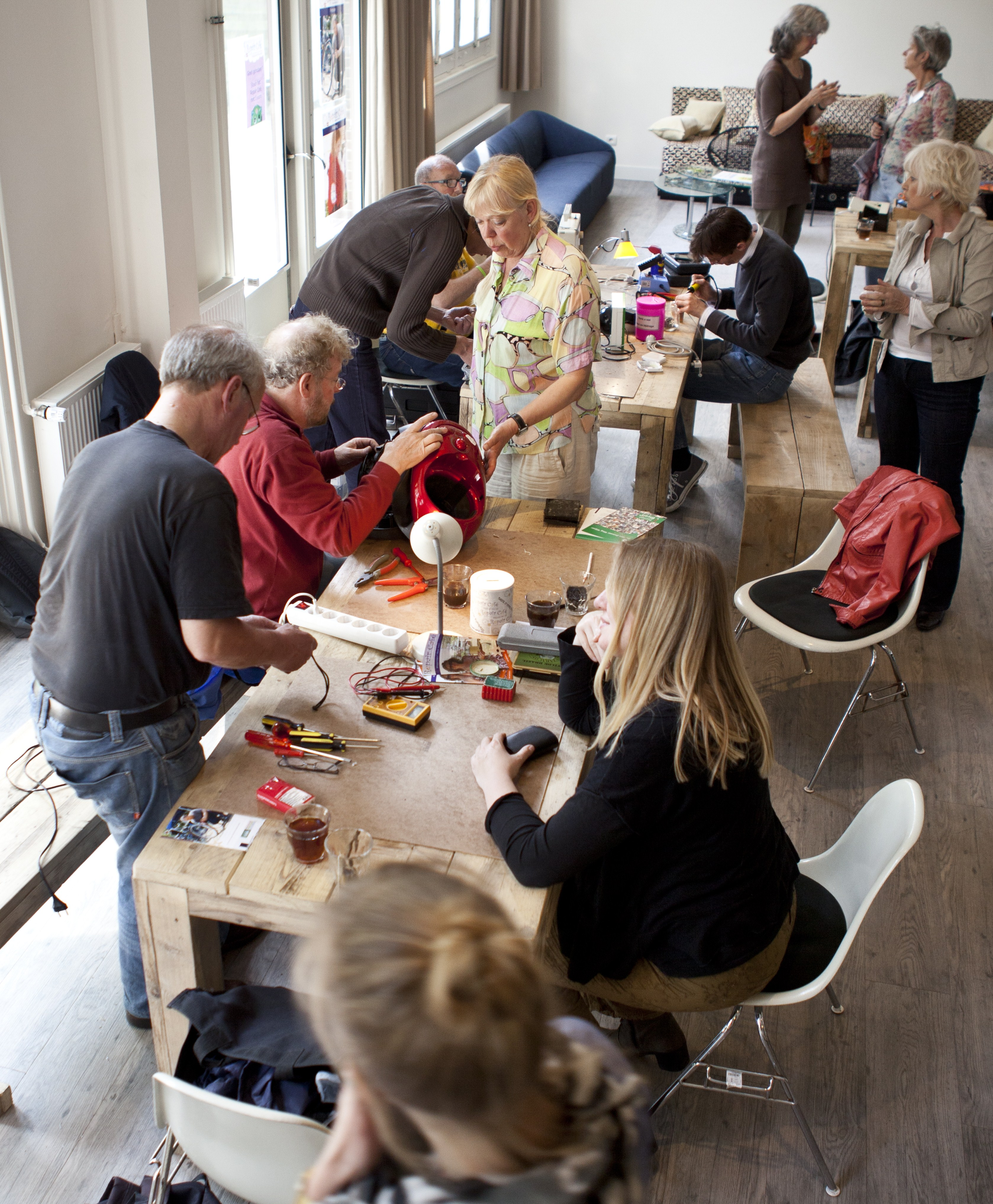
Café de reparación en Ámsterdam-Oeste.

El derecho a reparar electrónica hace referencia a la legislación que se pretende que permita a los  consumidores la capacidad de reparar y modificar sus dispositivos de electrónica de consumo propios, donde de otra manera el fabricante de tales dispositivos requeriría al consumidor que utilizara únicamente los servicios que le ofrece. Al ser una preocupación global, el debate primario sobre el asunto ha sido centrado en los Estados Unidos y dentro de la Unión Europea.

## Regulación

### Unión Europea
La aproximación al derecho a reparar también ha sido una preocupación más reciente en la Unión Europea. Históricamente, Europa, particularmente Europa Occidental, ha preferido que la gente compre productos  nuevos, en vez de que se reparen. Aun así, más recientemente la tendencia a hacer reparaciones por uno mismo a dispositivos, obtuvo apoyo en Europa Oriental y hacia la década de 2010 en los países Occidentales. En julio de 2017, la Eurocámara aprobó recomendaciones de que los Estados miembros aprobaran leyes que dieran a los consumidores el derecho a reparar su electrónica, como parte de una modificación mayor de la Directiva de ecodiseño de 2009, que requirió a los fabricantes para  que produjeran dispositivos más eficientes energéticamente  y limpios. La capacidad de reparar los dispositivos se contempla por estas recomendaciones como medios para reducir residuos y el gran problema ambiental que originan .

### Estados Unidos
En Estados Unidos, la Digital Millennium Copyright Act (DMCA) de 1998 prohíbe eludir las medidas tecnológicas que posean las obras protegidas por el derecho autoral, lo que incluye aparatos electrónicos como teléfonos inteligentes, electrodomésticos, equipos médicos y maquinaria agrícola, etcétera.
No obstante, algunas iniciativas dentro de algunos estados han permitido cierta flexibilidades para reconocer el derecho de reparar de algunos aparatos. La primera de ellas el Acta del derecho a reparar de los propietarios de vehículos automotores (Motor Vehicle Owners' Right to Repair Act) emitida en 2012 en el estado de Massachusetts.
En 2015, la Biblioteca del Congreso de Estados Unidos y la Oficina de Derechos de Autor ampliaron las excepciones otorgadas en la DMCA para eludir los candados digitales para algunos casos específicos, por ejemplo, personas que reparan artículos digitales; permisiones para investigadores en el área de seguridad digital; o la modificación de asistentes de voz como Amazon Echo o Google Home.
En 2022, Nueva York emite la Digital Fair Repair Act que establece el derecho a reparar electrónicos en general y la obligación para los fabricantes de proveer información, piezas, herramientas y manuales para llevar a cabo dichas reparaciones. Dicha ley entró en vigor el 1 de julio de 2023.